# Hans Buddingh'
J. (Hans) Buddingh' (1951) is een redacteur van NRC Handelsblad, schrijver en surinamist. 
Buddingh' studeerde economie. Hij schreef De geschiedenis van Suriname, dat gezien wordt als een standaardwerk over Suriname. Er verschenen drukken bij Nieuw Amsterdam en NRC Boeken in 1995, 1999, 2012 en 2017. De laatste werd in 2021 herzien en bijgewerkt. Het boek beschrijft een geschiedenis van Suriname vanaf de 16e eeuw tot begin 21e eeuw. 
In 1994 schreef Buddingh' met Marcel Haenen (toenmalig correspondent Latijns-Amerika bij NRC Handelsblad) het boek ''De danser'' over het Surinaamse drugskartel en de banden met de Colombiaanse cocaïnemaffia.

## Trivia
- Buddingh' schaatste de Elfstedentocht in 1985, 1986 en 1997.[2]